# Polidoro Van Vlierberghe
Cirilo Polidoro Van Vlierberghe OFM (ur. 6 marca 1909 w Waasmunster, zm. 9 maja 2006), belgijski duchowny katolicki działający w Chile, franciszkanin.
19 sierpnia 1934 przyjął święcenia kapłańskie. Pod koniec lat 50. był z ramienia Watykanu wizytatorem apostolskim i jednym z inspektorów badających oskarżenia wysuwane pod adresem założyciela Legionu Chrystusa, ojca Marciala Maciela. Wśród zarzutów wobec Maciela było używanie narkotyków i molestowanie seksualne, a sprawa zakończyła się w lutym 1959 uniewinnieniem.
W marcu 1961 Van Vlierberghe został mianowany administratorem apostolskim permanenter constitutus nowej prałatury personalnej Illapel (Chile), utworzonej przez Jana XXIII bullą Ad similitudinem homini z części archidiecezji La Serena i diecezji San Felipe. W czerwcu 1966 został mianowany pełnoprawnym prałatem Illapel, z biskupią stolicą tytularną Municipa. Sakrę biskupią odebrał 28 sierpnia t.r. z rąk Alfredo Cifuentesa Gomeza (arcybiskupa La Serena). Van Vlierberghe zrezygnował ze stolicy tytularnej w listopadzie 1977, a z godności prałata Illapel w sierpniu 1984 (po osiągnięciu wieku emerytalnego 75 lat). Zmarł w maju 2006 w wieku 97 lat jako jeden z najstarszych biskupów Kościoła katolickiego na świecie.